# Xã Bigler, Quận Clearfield, Pennsylvania
Xã Bigler (tiếng Anh: Bigler Township) là một xã thuộc quận Clearfield, tiểu bang Pennsylvania, Hoa Kỳ. Năm 2010, dân số của xã này là 1.289 người.